# Circuit de Long Beach
El Circuit de Long Beach és un circuit urbà dissenyat a la zona costanera de Long Beach, Califòrnia. Va acollir les vuit edicions disputades del Gran Premi de l'oest dels Estats Units de Fórmula 1 (de 1976 a 1983).

## Història

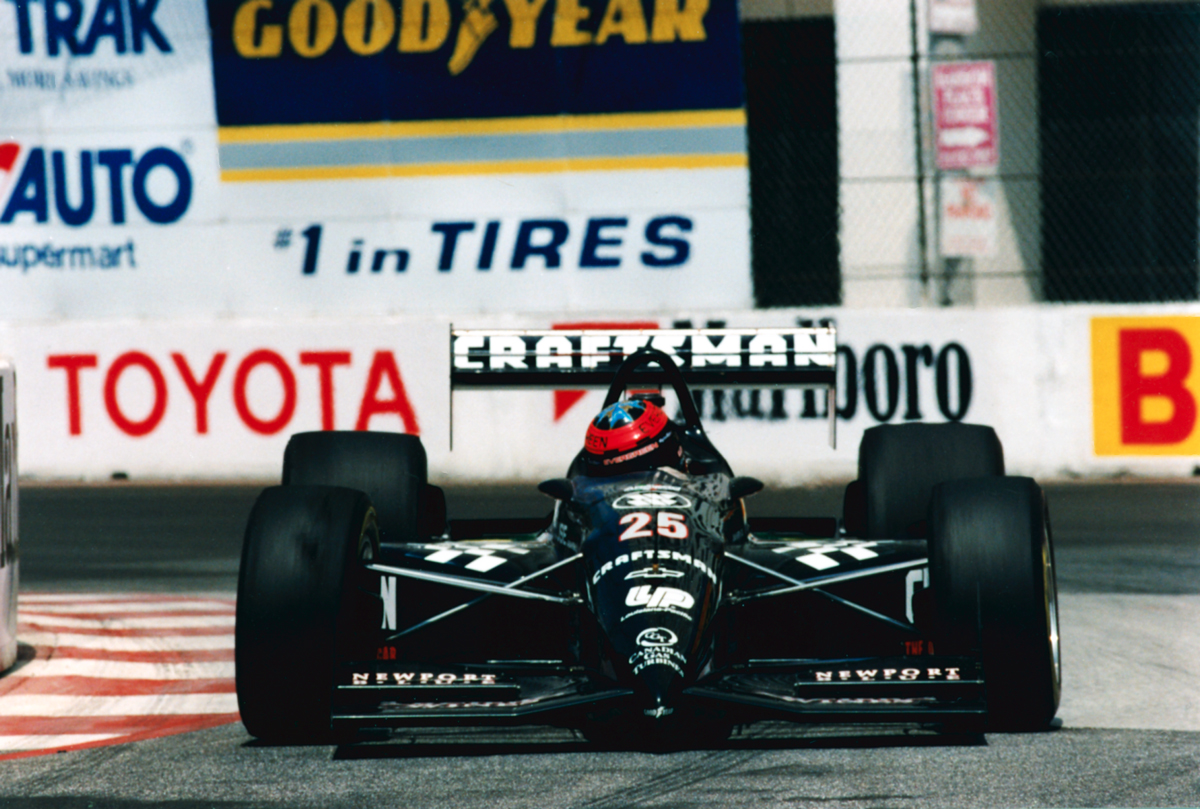
Mark Smith, en pista a l'edició de 1993 del campionat Champ Car

El 1980, Clay Regazzoni, guanyador de l'edició inaugural del 1976, hi va patir un greu accident que el va deixar paraplègic i va posar fi a la seva carrera. Abandonat per la Fórmula 1 després de l'edició de 1983, el circuit, encara més modificat (especialment a la part inicial), va acollir el campionat Champ Car entre el 1984 i el 2007. A més, des del 2008 acull anualment una cursa de l'IndyCar. Les temporades 2014/15 i 2015/16, el circuit va acollir dues curses vàlides per al Campionat de Fórmula E.
El 2017, l'Ajuntament de Long Beach va encarregar un estudi de viabilitat per al retorn de la Fórmula 1 al circuit.

## Traçat
En la primera versió del circuit, de 3,251 km, la sortida era a Ocean Boulevard i anava seguida d'una sèrie de revolts que culminaven amb la forquilla de Le Gazomet, seguida de la llarga recta de Shoreline Drive, lleugerament corbada a la Bridgestone Bend; acabava amb un altre revolt, el Queen's Hairpin, que anava seguit d'una secció mixta amb els revolts Michelob.
Aquella configuració inicial va durar fins al 1982 (tot i que a partir de 1978 la sortida es va traslladar a Shoreline Drive), en què es va afegir una xicana a Shoreline Drive i la pista es va modificar a la zona dels revolts de Michelob fins a assolir una longitud de 3,428 km. L'any següent es van fer canvis més radicals que van reduir la longitud de la pista a 3,275 km; el tram posterior a l'inici va romandre sense canvis però, després del revolt 5, el tram d'Ocean Boulevard va quedar abandonat, girant a Pine Avenue, passant per sota de l'Hotel Hyatt i el Centre de Convencions, després seguint Seaside Way, paral·lel a Ocean Boulevard, i reprenent la ruta antiga després del revolt 9.

## Historial del traçat

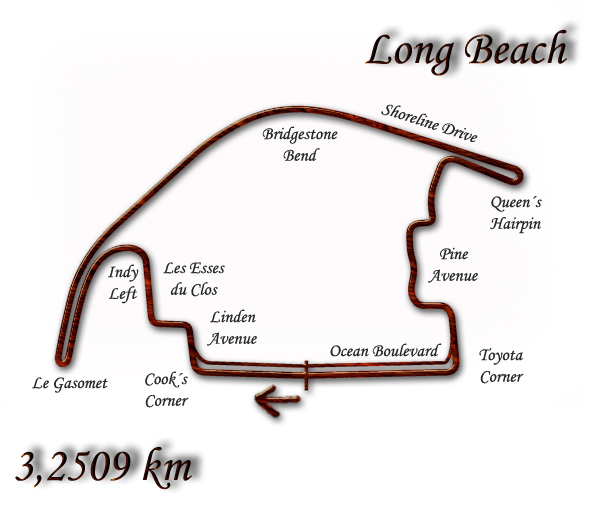
La configuració de 3.251 m emprada de 1976 a 1977
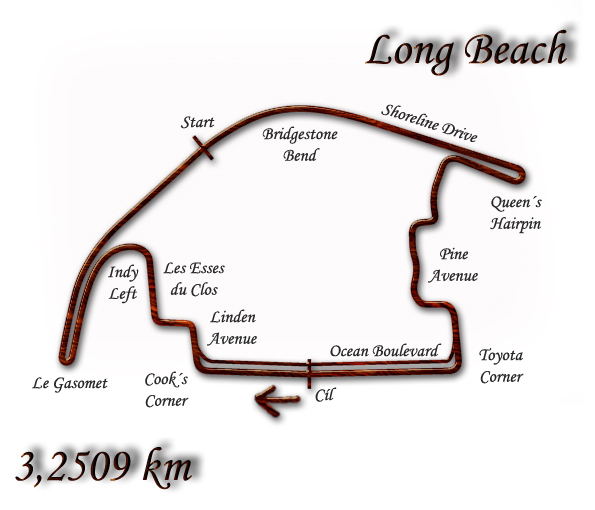
La configuració de 3.251 m amb la sortida traslladada a la Shoreline Drive emprada de 1978 a 1981
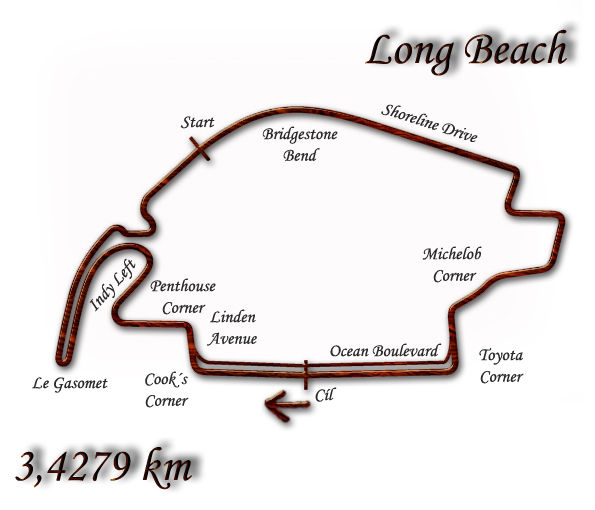
La configuració de 3.428 m emprada el 1982
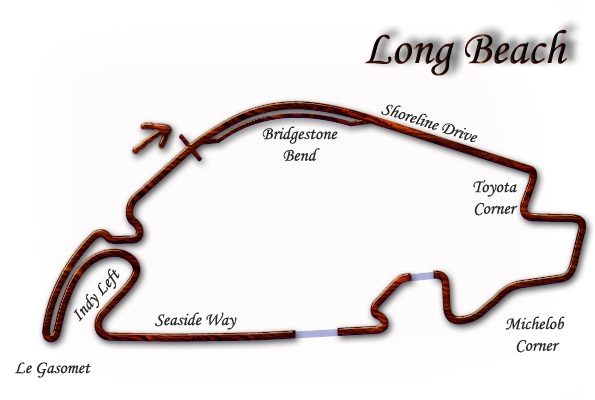
La configuració de 3.275 m emprada el 1983
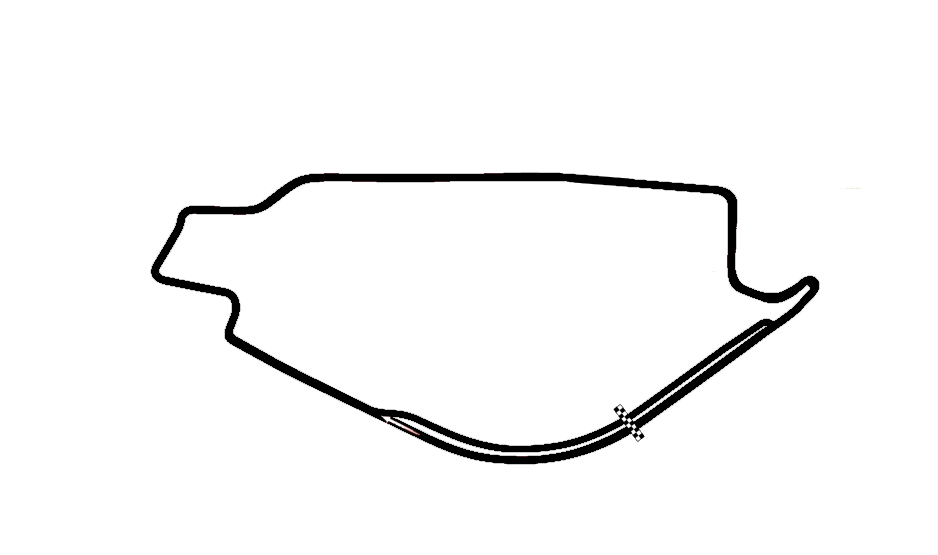
La configuració emprada per la Champ Car de 1992 a 1998
La configuració de 3.167 m emprada per la Champ Car de 2000 a 2007 i per l'IndyCar el 2008
La configuració de 2.100 m emprada per la Fórmula E del 2015 al 2016

## Guanyadors del GP de l'oest dels Estats Units
| Any  | Pilot             | Equip           | Resultats |
| ---- | ----------------- | --------------- | --------- |
| 1983 | John Watson       | McLaren - Ford  | Resultats |
| 1982 | Niki Lauda        | McLaren - Ford  | Resultats |
| 1981 | Alan Jones        | Williams - Ford | Resultats |
| 1980 | Nelson Piquet     | Brabham - Ford  | Resultats |
| 1979 | Gilles Villeneuve | Ferrari         | Resultats |
| 1978 | Carlos Reutemann  | Ferrari         | Resultats |
| 1977 | Mario Andretti    | Lotus - Ford    | Resultats |
| 1976 | Clay Regazzoni    | Ferrari         | Resultats |